# Sébastien Godefroid
 (septembre 2012).
Si vous disposez d'ouvrages ou d'articles de référence ou si vous connaissez des sites web de qualité traitant du thème abordé ici, merci de compléter l'article en donnant les références utiles à sa vérifiabilité et en les liant à la section « Notes et références ».
Sébastien Godefroid est un sportif belge, pratiquant la voile.

## Résultats
Il a obtenu la médaille d'argent aux Jeux olympiques de 1996 dans la catégorie Finn.
Il terminera ensuite 7e lors des Jeux olympiques de 2000 et lors des Jeux olympiques de 2004, dans la même catégorie. Associé à Carolijn Brouwer, il se classera 12e lors des Jeux olympiques de 2008 dans la catégorie Tornado.
Lors de la cérémonie des Jeux Olympiques de 2008, il est désigné comme porte-drapeau pour la Belgique.